# Repubblica di Doneck (partito politico)
La Repubblica di Doneck (in russo Донецкая республика?, Doneckaja Respublika) è un partito politico e organizzazione separatista filorussa, operante nella regione di Donec'k in Ucraina e, dopo il 2014, nell'autoproclamata Repubblica Popolare di Doneck.
L'obiettivo del gruppo è la creazione di una federazione sovrana di Doneck, che includerebbe sette regioni dell'Ucraina orientale e meridionale.

## Storia

### Prima della guerra russo-ucraina
L'organizzazione fu fondata il 6 dicembre del 2005 in veste di movimento cittadino da Andrej Purgin, Aleksandr Curkan e Oleg Frolov e il 9 dicembre dello stesso anno come organizzazione regionale con il sostegno di Gennadij Prytkov. L'obiettivo principale dell'organizzazione era quello di concedere alle regioni orientali dell'Ucraina uno status speciale. Sosteneva di combattere la "peste arancione" del presidente Viktor Juščenko. Il loro obiettivo era quello di creare una Repubblica Federale di Donetsk nel sud-est dell'Ucraina. Secondo una mappa pubblicata nel 2006, questa Repubblica Federale di Donetsk comprenderebbe l'oblast' di Kharkiv (ucraini), l'oblast' di Luhansk, l'oblast' di Donetsk, l'oblast' di Dnipropetrovsk, l'oblast' di Zaporizhia e l'oblast' di Kherson. I suoi raduni pre-2014 erano in media frequentati da circa 30-50 persone.
Dal 17 al 22 novembre 2006, i suoi attivisti stavano conducendo proteste a Donec'k e stavano raccogliendo firme per la creazione della Repubblica di Donetsk. Le loro attività non sono state sostenute dal primo ministro, Viktor Janukovyč. All'inizio del 2007, i rappresentanti dell'organizzazione hanno condotto una serie di attività in varie città dell'Ucraina orientale propagando l'idea di separatismo e federalizzazione del paese. Il gruppo è stato bandito dal tribunale amministrativo regionale di Donec'k nel novembre 2007 per motivi di separatismo. Nonostante ciò, il partito ha continuato a tenere raduni.

### Guerra russo-ucraina
A seguito del referendum per l'indipendenza del Donbass, il 7 aprile 2014, l'organizzazione ha fondato la Repubblica Popolare di Donec'k, che il governo ucraino considera un'organizzazione terroristica. Il leader del gruppo, Andrei Purgin, è stato arrestato dal servizio di sicurezza dell'Ucraina durante i disordini filo-russi del 2014.
Il partito ha vinto le elezioni generali del Donbass del 2014 con il 68,53% dei voti e 68 seggi. Il Partito Comunista della Repubblica Popolare di Donetsk partecipa al gruppo parlamentare della Repubblica di Donetsk. Nella campagna elettorale precedente a queste elezioni solo il candidato della Repubblica di Donetsk, Alexander Zakharchenko, usava cartelloni pubblicitari. Ciò ha portato all'unica campagna pubblicitaria visibile a Donetsk a sostegno di Zakharchenko.
Nei giorni e nelle settimane precedenti al rinvio delle elezioni locali DNR dell'ottobre 2015 (al 21 febbraio 2016) il 90% della pubblicità (campagna) è stata fatta dalla Repubblica di Donetsk. Nelle elezioni generali del 2018, ha vinto ottenendo il 72,38% dei voti e 74 seggi.

## Risultati elettorali

### Presidenziali
| Elezione | Candidato             | Primo turno | Primo turno | Secondo turno | Secondo turno | Esito  |
| Elezione | Candidato             | Voti        | Percentuale | Voti          | Percentuale   | Esito  |
| -------- | --------------------- | ----------- | ----------- | ------------- | ------------- | ------ |
| 2014     | Alexander Zacharcenko | 775.340     | 78,93%      | /             | /             | Eletto |
| 2018     | Denis Pusilin         |             | 60,86%      | /             | /             | Eletto |

### Parlamentari
| Elezione | Voti    | Percentuale | Seggi    |
| -------- | ------- | ----------- | -------- |
| 2014     | 662.752 | 68,35%      | 68 / 100 |
| 2018     |         | 72,38%      | 74 / 100 |